# Róża Fan Hui
Św. Róża Fan Hui (chiń. 范惠貞女) (ur. 1855 r. w Fan, Hebei w Chinach – zm. 16 sierpnia 1900 r. tamże) – święta Kościoła katolickiego, męczennica.

## Życiorys
Róża Fan Hui urodziła się we wsi Fan w prowincji Hebei, tam też została ochrzczona. Została nauczycielką. Zawsze była uprzejma, pobożna i skromna, żyła w ubóstwie.
Podczas powstania bokserów doszło w Chinach do prześladowania chrześcijan. W 1900 r. szkoła, w której uczyła została zamknięta. Róża Fan Hui powróciła do swojej wioski. Ukrywała się na polu niedaleko rzeki. 15 sierpnia przybyły do niej dwie kobiety, aby razem spędzić święto Wniebowzięcia. Powiedziała im, że jest gotowa umrzeć za wiarę. Następnego dnia do wsi przybyli powstańcy. Kilku młodych mężczyzn przybyło schwytać Różę Fan Hui, mówiąc jej, że powstańcy już odeszli. Uwierzyła im i poszła z nimi, ale oni ją napadli i obrabowali. Walcząc z nimi w obawie o życie, udało jej się ich odeprzeć. Odczuwając poniżenie i gniew udali się oni szybko do wsi i donieśli o Róży Fan Hui powstańcom. Ci, po przybyciu w miejsce gdzie się ukrywała, zagrozili jej śmiercią, jeżeli nie wyprze się wiary. Odmówiła i pomimo ich brutalności zachowała spokój, żarliwie się modląc. Poprosiła ich, żeby poczekali, aż skończy się modlić. Spełnili jej prośbę, a następnie ciosy ich mieczy i noży spadły na nią, tak że upadła na ziemię pół martwa. Wtedy wrzucili ją do rzeki, żeby się utopiła.

## Dzień wspomnienia
9 lipca w grupie 120 męczenników chińskich.

## Proces beatyfikacyjny i kanonizacyjny
Została beatyfikowana 17 kwietnia 1955 r. przez Piusa XII w grupie Leon Mangin i 55 Towarzyszy. Kanonizowana w grupie 120 męczenników chińskich 1 października 2000 r. przez Jana Pawła II.